# Скворцова, Мария Савельевна
Мари́я Саве́льевна Скворцо́ва (4 апреля 1911, Турино, Тульская губерния — 1 декабря 2000, Москва) — советская и российская актриса театра и кино, мастерица эпизода. Играла преимущественно в театре, в возрасте 62 лет дебютировала в кино в роли мамы Любы в картине «Калина красная», принёсшей ей известность.

## Биография
Родилась 22 марта (4 апреля) 1911 года в деревне Турино Тульской губернии (ныне — Заокский район Тульской области) в семье Луговых. Девочкой уехала в Москву к старшим братьям, там окончила школу. С детства хорошо пела, единственное, что её везде останавливало, — маленький рост. В 1930 году за компанию с подругой прослушивалась у Серафимы Бирман — та набирала студию при Всесоюзном радиокомитете. И Мария поступила. В 1934 году по окончании студии всем курсом поехали в Великолукский драматический театр.
С началом войны в 1941 году оказалась в Ирбитском драмтеатре (Свердловская область), где познакомилась со своим мужем Семёном Михайловичем Скворцовым, работавшим главным режиссёром. Участвовала в шефских концертах в госпиталях, на призывных пунктах, в воинских частях Уральского военного округа. За работу в составе фронтовых бригад награждена Почётной грамотой Комитета по делам искусств при Совнаркоме СССР.
После войны, получив известие о болезни мамы, актриса с трудом вернулась в Москву. Поступила в Московский областной ТЮЗ «Царицыно», где работала с 1945 по 1979 год. Сначала играла мальчиков-девочек, пионеров-героев, козлят-зайчат, Красную Шапочку, Золушку. Потом были роли в «Доходном месте», «Слуге двух господ», «Молодой гвардии», «Отцах и детях». Играла Простакову, Ниловну, в советских пьесах про совхозы и колхозы. Со временем были колдуньи, Бабы Яги. Мария Скворцова не играла злодеек, она делала своих героев смешными, поддразнивала маленьких зрителей.
Скончалась 1 декабря 2000 года в Москве на 90-м году жизни. Похоронена на Перловском кладбище в Москве рядом с мужем.

### Семья
- Муж — Семён Михайлович Скворцов (1906—1988), режиссёр, актёр, последнее место работы — Московский областной ТЮЗ;

- Сын (? —1991);

- Внучка — Елена, вместе с матерью эмигрировала в США.

## Фильмография
- 1961 — Вечера на хуторе близ Диканьки — эпизод
- 1973 — Вечный зов — мать Молчуна
- 1973 — Калина красная — мать Любы
- 1973 — Каждый день доктора Калинниковой — санитарка
- 1974 — Ливень — Кудиниха, жительница села
- 1974 — Фронт без флангов — бабка Анастасия
- 1975 — Ау-у! — Ермолаевна
- 1976 — Белый Бим Чёрное ухо — Степановна, бабушка Люси
- 1978 — Кот в мешке — баба Лена
- 1978 — Приезжая — мать Фёдора Баринова
- 1978 — Целуются зори — Настасья, крёстная Лёшки
- 1979 — Прости-прощай — Варвара
- 1979 — Экипаж — мать Алевтины Ненароковой, Мешакова
- 1980 — Быстрее собственной тени — Мария Васильевна
- 1980 — Последний побег — свекровь Зины
- 1980 — Что можно Кузенкову?
- 1981 — Карнавал — бабушка с вязанием у лифта
- 1981 — Любовь моя вечная — Максимовна
- 1981 — Полынь — трава горькая — Ковригина
- 1981 — Честный, умный, неженатый… — тётя Поля
- 1982 — Мы жили по соседству — бабушка внучки Поли
- 1982 — Попечители — Михеевна
- 1983 — Без особого риска — нянечка в больнице
- 1983 — Безумный день инженера Баркасова — медсестра
- 1983 — Дамское танго — Власьевна, мать Катерины, бабушка Димы
- 1983 — И жизнь, и слёзы, и любовь — Анна
- 1983 — Карантин — нянечка
- 1983 — Нежный возраст — подселённая бабушка
- 1983 — Одиноким предоставляется общежитие — Тётя Зина, вахтёр
- 1984 — Гостья из будущего — старушка на лавочке / Крыс в её образе
- 1984 — Мёртвые души — купчиха
- 1985 — Дети солнца — Антоновна, няня
- 1985 — Не ходите, девки, замуж — бабуся
- 1985 — Солнце в кармане — тётя Клава, школьная нянечка
- 1985 — Чужой звонок — баба Нюта
- 1987 — Байка — баба Маруся
- 1987 — По траве босиком
- 1988 — Запретная зона — Елизавета Прохорова, жена фронтовика-инвалида
- 1988 — На помощь, братцы! — эпизод
- 1989 — Закон — Клавдия Ивановна, жена Деева
- 1989 — Стеклянный лабиринт — бабушка Лукашова
- 1990 — По 206-й — Секлетинья Парминовна Кирина, бабушка
- 1991 — Затерянный в Сибири — бабушка Лильки
- 1991 — Собачье счастье
- 1993 — Альфонс — старушка у подъезда
- 1993 — Если бы знать… — Анфиса, прислуга
- 1995 — Трамвай в Москве — Наташа

Киножурнал «Фитиль»
- 1983 — Выпуск № 250 (новелла «Ждите») — уборщица
- 1986 — Выпуск № 292 (новелла «Новые времена») — уборщица
- 1989 — Выпуск № 329 (новелла «Наглядная агитация») — зрительница
- 1990 — Выпуск № 340 (новелла «Сильнее смерти») — старушка (нет в титрах)

Киножурнал «Ералаш»
- 1990 — Выпуск № 81 (сюжет «Совесть»)[5]  — настырная старушка
- 1991 — Выпуск № 86 (сюжет «Там, вдали за рекой…»)[6] — мама Вани